# ヒューゴ・ゲッツ
ヒューゴ・ルイス・ゲッツ（英: Hugo Louis Goetz、1884年10月18日 - 1972年4月）は、アメリカ合衆国の競泳選手。得意種目は自由形。
1904年セントルイスオリンピックに出場し、4×50ヤード自由形リレーでチームで銀メダルを獲得した。